# Чи Союн
Чи Союн (кор. 지소연?, 池笑然?; род. 21 февраля 1991, Сеул) — корейская футболистка, полузащитник клуба «Сиэтл Рейн» и сборной Южной Кореи. Стала первой представительницей Южной Кореи, сыгравшей в финале Лиги чемпионов УЕФА.

## Карьера

### Клубы
С 2011 по 2013 год Чи выступала в чемпионате Японии за клуб «Кобе Леонесса». В составе команды она трижды становилась обладательницей золотых медалей. После победы в Международном женском клубном чемпионате 2013 года, в финале которого японская команда обыграла «Челси», лондонский клуб объявил о заинтересованности в переходе футболистки. В начале 2014 года Чи подписала с «Челси» двухлетний контракт, став первой корейской футболисткой в чемпионате Англии и удостоившись сравнения с выступавшим за «Манчестер Юнайтед» Пак Чи Соном.
В 2015 году Чи в составе «Челси» стала обладательницей Кубка Англии, а также была признана Футболисткой года по результатам опроса игроков. Осенью того же года она стала победительницей чемпионата Женской суперлиги. 

### Сборная
В составе национальной сборной Чи дебютировала в возрасте пятнадцати лет на Азиатских играх 2006 года. 